# میریاکادا
میریاکادا (به لاتین: Miriyakada) یک منطقهٔ مسکونی در سری‌لانکا است که در استان مرکزی (سری‌لانکا) واقع شده‌است.